# Palivizumab
Palivizumab (tên thương hiệu Synagis được sản xuất bởi MedImmune) là một kháng thể đơn dòng được sản xuất bởi công nghệ DNA tái tổ hợp. Nó được sử dụng trong phòng ngừa nhiễm trùng virus hợp bào hô hấp (RSV). Đó là khuyến cáo cho trẻ sơ sinh có nguy cơ cao vì sinh non hoặc các vấn đề y tế khác như bệnh tim bẩm sinh.
Palivizumab là một kháng thể đơn dòng được nhân hóa (IgG) chống lại một epitope trong vị trí kháng nguyên A của protein F của RSV. Trong hai thử nghiệm lâm sàng giai đoạn III ở trẻ em, palivizumab đã giảm nguy cơ nhập viện do nhiễm RSV xuống 55% và 45%. Palivizumab được dùng mỗi tháng một lần bằng cách tiêm bắp (IM), được dùng trong suốt thời gian của mùa RSV.
Palivizumab nhắm vào protein tổng hợp của RSV, ức chế sự xâm nhập của nó vào tế bào và do đó ngăn ngừa nhiễm trùng. Palivizumab đã được phê duyệt cho sử dụng y tế vào năm 1998.

## Sử dụng y tế
Palivizumab được sử dụng để làm giảm nguy cơ virus hợp bào hô hấp ở trẻ em có nguy cơ mắc bệnh nặng. Kể từ khi bắt đầu phát hành thuốc, Viện Hàn lâm Nhi khoa Hoa Kỳ đã cập nhật hướng dẫn sử dụng palivizumab 4 lần khi có thêm dữ liệu để hiểu rõ hơn về trẻ sơ sinh và trẻ nhỏ có nguy cơ nhập viện cao nhất do nhiễm RSV. Các khuyến nghị được cập nhật trong tuyên bố chính sách này phản ánh thông tin mới về tính thời vụ của lưu hành RSV, dược động học của palivizumab, tỷ lệ thay đổi của bệnh viện viêm phế quản, ảnh hưởng của tuổi thai và các yếu tố nguy cơ khác đối với tỷ lệ nhập viện RSV, tỷ lệ tử vong của trẻ em nhập viện do nhiễm RSV, tác dụng của điều trị dự phòng khi thở khò khè và phân lập RSV kháng palivizumab. Tuyên bố chính sách này cập nhật và thay thế các khuyến nghị được tìm thấy trong Sách đỏ 2012. Nhi khoa 2014; 134: 415-420 
Trẻ nhỏ hơn một tuổi mắc chứng loạn sản phế quản phổi (tức là sinh ra ở tuổi thai <32 tuần và cần bổ sung oxy trong 28 ngày đầu sau sinh) và trẻ nhỏ hơn hai tuổi bị loạn sản phế quản cần điều trị nội khoa (ví dụ oxy bổ sung, glucocortico thuốc lợi tiểu) trong vòng sáu tháng của mùa RSV dự kiến được khuyến cáo sử dụng palivizumab như điều trị dự phòng. Ngoài ra, trẻ sơ sinh dưới một tuổi được sinh ra ở <29 tuần (tức là ≤28 tuần, 6 ngày) được khuyến cáo sử dụng palivizumab.
Các nhóm mục tiêu tiềm năng khác để điều trị dự phòng palivizumab bao gồm:
- Trẻ nhỏ hơn một tuổi bị bệnh tim bẩm sinh có ý nghĩa huyết động.
- Trẻ em dưới một tuổi bị rối loạn thần kinh cơ làm suy giảm khả năng làm sạch dịch tiết từ đường hô hấp trên hoặc bất thường phổi.
- Trẻ em dưới hai tuổi bị suy giảm miễn dịch (ví dụ trẻ bị suy giảm miễn dịch nặng kết hợp; trẻ dưới hai tuổi đã được ghép phổi hoặc ghép tế bào gốc tạo máu) trong mùa RSV.
- Trẻ mắc hội chứng Down có thêm các yếu tố nguy cơ nhiễm trùng đường hô hấp dưới.
- Trẻ sơ sinh Alaska bản địa và người Mỹ da đỏ.

Các quyết định liên quan đến điều trị dự phòng palivizumab cho trẻ em trong các nhóm này nên được đưa ra tùy từng trường hợp cụ thể.

## Tác dụng phụ
Sử dụng Palivizumab có thể gây ra tác dụng phụ, bao gồm, nhưng không giới hạn ở:
- Đau họng
- Sổ mũi
- Đỏ hoặc kích ứng tại chỗ tiêm
- Nôn
- Bệnh tiêu chảy

Một số tác dụng phụ nghiêm trọng hơn bao gồm:
- Phát ban da nặng
- Ngứa
- Phát ban (nổi mề đay)
- Khó thở